# Пенар (Виченца)
Пенар је насеље у Италији у округу Виченца, региону Венето.
Према процени из 2011. у насељу је живело 247 становника. Насеље се налази на надморској висини од 1059 м.